# Competència econòmica
Competència és la rivalitat entre dos o més subjectes sobre alguna cosa. Normalment, la competència té lloc entre diferents éssers vius que coexisteixen en un entorn amb recursos limitats. Per exemple, els animals competeixen pels recursos hídrics, pel menjar o per una parella. Els éssers humans també competeixen pel reconeixement, per la riquesa o per la diversió entre moltes altres coses. Està relacionada amb el paradigma de la dominació, que dona importància a l'individu que sobresurt per sobre dels altres,al contrari que el de la cooperació.
La competència pot generar efectes positius i negatius. Des del punt de vista del darwinisme, la competència pels recursos escassos farà que només els més forts i preparats sobrevisquin, el que pot provocar una millora o un empitjorament del grup. Si un conjunt d'ocells competeixen per abeurar-se en un petit toll durant una gran secada, només els més forts sobreviuran i el conjunt serà més fort. En canvi, si un grup de galls dindis competeixen per tenir la cua més espectacular per atreure les femelles, al final tots tindran la mateixa aparença entre ells, i amb les mateixes opcions per a guanyar una femella, i no hauran guanyat res. Al contrari, perden la facultat de volar.
Pot generar mals físics o ferides en els subjectes que competeixen, i també un drenatge inútil de recursos i energies que podrien haver estat millor utilitzats en una situació de cooperació. La competència humana pot esdevenir molt costosa en diners, com per exemple en les campanyes electorals, les competicions esportives internacionals o les batalles publicitàries. Igualment, pot portar a trencar barreres ètiques o a arriscar la pròpia salut per tal de guanyar un avantatge. Un clar exemple és el dopatge en les competicions esportives.

## Darwinisme
El liberalisme, que va interpretar també el darwinisme segons els seus interessos, és una teoria del segle xviii que deia que la competència genera estímuls per la superació personal i la millora social. Si dos rellotgers competeixen per atraure els clients d'un mercat, miraran de fer rellotges millors o més barats per captar els potencials compradors. D'això en trauran profit tant el rellotgers, ja que vendran més rellotges (n'hauran de fer molts més, dedicant més temps, per a guanyar el mateix salari), com els compradors (que en principi els podrien comprar a millor preu), a través de la metàfora de la mà invisible. A la pràctica, actualment se sap que això no ocorre d'aquesta manera.

## Competència imperfecta
La competència imperfecta en economia es defineix com aquells en el que els compradors i venedors tenen en compte la seva capacitat per influir en el preu del mercat.
Aquí considerarem que sempre hi ha molts compradors, però, en el cas del venedors es redueixen a uns quants o un sòl.
La competència imperfecta representa una situació completament diferent de la perfecta:
- En la "Competència Perfecta" existeixen molts compradors i venedors preu-acceptants i no poden influir en el mercat, el preu és donat amb anterioritat i fora del control d'uns i altres.

En canvi, en l'imperfecte, els venedors i, en part, els compradors tenen certa influència en el preu i ho tenen en compte a l'hora d'actuar.
Com a conseqüència, la forma de maximitzar els beneficis en aquests tipus de mercats. És diferent l'elecció del nivell productiu en el que el preu coincideix amb el cost marginal. Aquesta condició no maximitza el beneficis en condicions de competència imperfecta.

### Tipus de mercats imperfectes
Hi ha tres tipus principals de mercats imperfectes:
- Monopoli
- Oligopoli
- Competència monopolista